# Fabrizio Tozzi
| 175629 Lambertini  | 19 settembre 2007 |
| 200052 Sinigaglia  | 31 luglio 2008    |
| 202806 Sierrastars | 23 settembre 2008 |
| 210350 Mariolisa   | 22 ottobre 2007   |
| 217603 Grove Creek | 9 maggio 2008     |
| 243458 Bubulina    | 31 agosto 2009    |
| 251619 Ravenna     | 13 giugno 2009    |

Fabrizio Tozzi (Ravenna, 1970) è un astronomo amatoriale italiano.
Il Minor Planet Center gli accredita le scoperte di centocinquantatre asteroidi, effettuate tra il 2007 e il 2010, in parte in collaborazione con Mauro Graziani e Giovanni Sostero.